# Tabanus subcinerescens
Tabanus subcinerescens är en tvåvingeart som beskrevs av M. Josephine Mackerras 1971. Tabanus subcinerescens ingår i släktet Tabanus och familjen bromsar. Inga underarter finns listade i Catalogue of Life.